# Sydkorea i olympiska sommarspelen 2000
Sydkorea deltog i de olympiska sommarspelen 2000 med en trupp bestående av 281 deltagare, 175 män och 106 kvinnor, och de tog totalt 28 medaljer.
Under öppningsceremonin tågade Sydkoreas och Nordkorea in gemensamt under en gemensam enighetsflagga. Dock tävlade de två nationerna var för sig under spelen.

## Medaljer

### Guld
- Sim Kwon-Ho - Brottning, grekisk-romersk stil 54 kg
- Yun Mi-Jin - Bågskytte, individuellt
- Yun Mi-Jin, Kim Nam-Soon och Kim Soo-Nyung - Bågskytte, lag
- Kim Chung-tae, Oh Kyo-Moon och Jang Yong-ho - Bågskytte, lag
- Kim Young-Ho - Fäktning, florett, individuellt
- Jung Jae-eun - Taekwondo, lättvikt
- Lee Sun-hee - Taekwondo, medelvikt
- Kim Kyong-Hun - Taekwondo, tungvikt

### Silver
- Yoo Yong-sung och Lee Dong-soo - Badminton, dubbel
- Moon Eui-Jae - Brottning, fristil 76 kg
- Kim In-Sub - Brottning, grekisk-romersk stil 58 kg
- Kim Nam-Soon - Bågskytte, individuellt
- Lee Joo-Hyung - Gymnastik, barr
- Jung Bu-Kyung - Judo, lätt lättvikt 60 kg
- Cho In-Chul - Judo, lätt medelvikt 81 kg
- Landhockeylandslaget herrar (Kim Yoon, Ji Seung-Hwan, Seo Jong-Ho, Kim Chel-Hwan, Kim Yong-Bae, Han Hyung-Bae, Kim Kyung-Seok, Kim Jung-Chul, Song Seung-Tae, Kang Keon-Wook, Kong Keon-Wook, Hwang Jong-Hyun, Lim Jung-Woo, Jeon Jong-Ha, Jeon Hong-Kwon, Yeo Woon-Kon och Lim Jong-Chun)
- Kang Cho-Hyun - Skytte, 10 m luftgevär
- Sin Joon-sik - Taekwondo, lättvikt

### Brons
- Kim Dong-moon och Ha Tae-kwon - Badminton, dubbel
- Basebollandslaget herrar (Chong Tae-Hyon, Hong Seong-Heun, Jang Seong-Ho, Jeong Min-Tae, Jin Pil-jung, Jung Soo-Keun, Kim Dong-Joo, Kim Han-Soo, Kim Ki-Tae, Kim Soo-Kyung, Kim Tae-Gyun, Koo Dae-Sung, Lee Byung-Kyu, Lee Seung-Ho, Lee Seung-Yeop, Lim Chang-yong, Lim Sun-Dong, Park Jae-Hong, Park Jin-Man, Park Jong-Ho, Park Kyung-Oan, Park Seok-Jin, Son Min-Han och Song Jin-Woo)
- Kim Moo-Kyo och Ryu Ji-Hae - Bordtennis, dubbel
- Jang Jae-Sung - Brottning, fristil 63 kg
- Kim Soo-Nyung - Bågskytte, individuellt
- Lee Sang-Ki - Fäktning, värja, individuellt
- Lee Joo-Hyung - Gymnastik, räck
- Jung Sung-Sook - Judo, lätt medelvikt 63 kg
- Cho Min-Sun - Judo, medelvikt 70 kg
- Kim Seon-Young - Judo, tungvikt +78 kg

## Badminton
Herrsingel
- Shon Seung-mo
  - 32-delsfinal: Förlorade mot Kenneth Jonassen från Danmark
- Sun-Ho Hwang
  - 32-delsfinal: Bye
  - Sextondelsfinal: Besegrade Bertrand Gallet från Frankrike
  - Åttondelsfinal: Förlorade mot Marlev Mario Mainaky från Indonesien

Herrdubbel
- Ha Tae-kwon, Kim Dong-moon
  - Sextondelsfinal: Bye
  - Åttondelsfinal: Besegrade Cheah Soon Kit, Kim Hock Yap från Malaysia
  - Kvartsfinal: Besegrade Ricky Ahmad Subagja, Rexy Ronald Mainaky från Indonesien
  - Semifinal: Förlorade mot Candra Wijaya, Tony Gunawan från Indonesien
  - Bronsmatch: Besegrade Choong Tan Fook, Lee Wan Wah från Malaysia — Brons
- Lee Dong-soo, Yoo Yong-sung
  - Sextondelsfinal: Bye
  - Åttondelsfinal: Besegrade Peter Knowles, Julian Robertson från Storbritannien
  - Kvartsfinal: Besegrade Jens Eriksen, Jesper Larsen från Danmark
  - Semifinal: Besegrade Choong Tan Fook, Lee Wan Wah från Malaysia
  - Final: Förlorade mot Tony Gunawan, Candra Wijaya från Indonesien — Silver

Damsingel
- Ji-Hyun Kim
  - 32-delsfinal: Bye
  - Sextondelsfinal: Besegrade Milaine Cloutier från Kanada
  - Åttondelsfinal: Besegrade Nicole Grether från Tyskland
  - Kvartsfinal: Förlorade mot Dai Yun från Kina
- Lee Kyung-won
  - 32-delsfinal: Bye
  - Sextondelsfinal: Besegrade Elena Nozdran från Ukraina
  - Åttondelsfinal: Förlorade mot Chia-Chi Huang från Kina-Taipei

Damdubbel
- Kyung-Jin Yim, Lee Hyo-jung
  - Sextondelsfinal: Besegrade Hui-Min Tsai, Li-Chin Chen från Kina-Taipei
  - Åttondelsfinal: Förlorade mot Gu Jun, Ge Fei från Kina
- Ra Kyung-min, Jae Hee Chung
  - Sextondelsfinal: Bye
  - Åttondelsfinal: Besegrade Sarah Hardaker, Joanne Davies från Storbritannien
  - Kvartsfinal: Besegrade Rikke Olsen, Helene Kirkegaard från Danmark
  - Semifinal: Förlorade mot Huang Nanyan, Yang Wei från Kina
  - Bronsmatch: Förlorade mot Qin Yiyuan, Gao Ling från Kina

Mixeddubbel
- Ha Tae-kwon, Jae Hee Chung
  - Sextondelsfinal: Besegrade Vladislav Druzchenko, Viktoriya Yevtushenko från Ukraina
  - Åttondelsfinal: Förlorade mot Tri Kusharyanto, Minarti Timur från Indonesien
- Lee Dong-soo, Lee Hyo-jung
  - Sextondelsfinal: Förlorade mot Jon Holst-Christensen, Ann Jorgensen från Danmark
- Kim Dong-moon, Ra Kyung-min
  - Sextondelsfinal: Bye
  - Åttondelsfinal: Besegrade Khunakom Sudhisodhi, Saralee Toongthongkam från Thailand
  - Kvartsfinal: Förlorade mot Zhang Jun, Gao Ling från Kina

## Baseboll
I gruppspelet mötte alla lag varandra och de fyra bästa lagen (Kuba, USA, Sydkorea och Japan) gick vidare. 
| Nation        | Segrar | Förluster | Tiebreaker |
| ------------- | ------ | --------- | ---------- |
| Kuba          | 6      | 1         | 1-0        |
| USA           | 6      | 1         | 0-1        |
| Sydkorea      | 4      | 3         | 1-0        |
| Japan         | 4      | 3         | 1-0        |
| Nederländerna | 3      | 4         |            |
| Italien       | 2      | 5         | 1-0        |
| Australien    | 2      | 5         | 0-1        |
| Sydafrika     | 1      | 6         |            |

Slutspel
|  | Semifinaler  | Semifinaler |   |  | Final        | Final |  |
|  |              |             |   |  |              |       |  |
|  | 26 september |             |   |  |              |       |  |
|  | Kuba         | 3           |   |  |              |       |  |
|  | Japan        | 0           |   |  |              |       |  |
|  |              |             |   |  |              |       |  |
|  |              |             |   |  | 27 september |       |  |
|  |              |             |   |  | Kuba         | 0     |  |
|  |              | USA         | 4 |  |              |       |  |
|  |              |             |   |  |              |       |  |
|  |              |             |   |  |              |       |  |
|  |              |             |   |  |              |       |  |
|  | 26 september |             |   |  |              |       |  |
|  | USA          | 3           |   |  |              |       |  |
|  | Sydkorea     | 2           |   |  |              |       |  |

Bronsmatch
|          | Resultat |       |
| -------- | -------- | ----- |
| Sydkorea | 3 - 1    | Japan |

## Basket
Damer
Gruppspel
| Lag         | Vinster | Förluster | PF  | PA  | Poäng |
| ----------- | ------- | --------- | --- | --- | ----- |
| USA         | 5       | 0         | 446 | 312 | 10    |
| Ryssland    | 3       | 2         | 398 | 325 | 8     |
| Sydkorea    | 3       | 2         | 343 | 296 | 8     |
| Polen       | 3       | 2         | 327 | 339 | 8     |
| Kuba        | 1       | 4         | 318 | 358 | 6     |
| Nya Zeeland | 0       | 5         | 304 | 396 | 5     |

Slutspel
|  | Kvartsfinaler | Kvartsfinaler |             |     | Semifinaler  | Semifinaler |            |            | Final       | Final |
|  | 0             | 0             | 0           | 0   | 0            | 0           | 0          | 0          | 0           | 0     |
|  |               |               | 0           | 0   |              |             | 0          | 0          |             |       |
|  |               |               | 0           | 0   |              |             | 0          | 0          |             |       |
|  | 0 Australien  | 076           | 0           | 0   |              |             | 0          | 0          |             |       |
|  | 0 Australien  | 076           | 0           | 0   |              |             | 0          | 0          |             |       |
|  | 0 Polen       | 048           | 0           | 0   |              |             | 0          | 0          |             |       |
|  | 0 Polen       | 048           | 0           | 0   | 0 Australien | 064         | 0          | 0          |             |       |
|  |               |               | 0           | 0   | 0 Australien | 064         | 0          | 0          |             |       |
|  | 0             | 0 Brasilien   | 0           | 052 | 0            |             |            | 0          |             |       |
|  | 0             | 0 Brasilien   | 0           | 052 | 0            | 0 Ryssland  | 067        | 0          |             |       |
|  | 0             |               |             |     |              | 0 Ryssland  | 067        | 0          |             |       |
|  | 0             | 0 Brasilien   | 068         | 0   |              |             |            | 0          |             |       |
|  | 0             | 0 Brasilien   | 068         | 0   | 0 Australien | 054         |            | 0          |             |       |
|  | 0             |               |             | 0   | 0 Australien | 054         |            | 0          |             |       |
|  | 0             | 0             | 0 USA       | 0   | 076          |             |            |            |             |       |
|  | 0             | 0             | 0 USA       | 0   | 076          | 0 Frankrike | 058        |            |             |       |
|  | 0             | 0             |             |     |              |             | 058        |            |             |       |
|  | 0             | 0             | 0 Sydkorea  | 069 | 0            |             |            |            |             |       |
|  | 0             | 0             | 0 Sydkorea  | 069 | 0            | 0 Sydkorea  | 065        | Bronsmatch | Bronsmatch  |       |
|  | 0             | 0             |             |     | 0            | 0 Sydkorea  | 065        | Bronsmatch | Bronsmatch  |       |
|  | 0             | 0             | 0 USA       | 078 | 0            | 0           |            |            |             |       |
|  | 0             | 0             | 0 USA       | 078 | 0            | 0           | 0 USA      | 058        | 0 Brasilien | 084   |
|  | 0             | 0             |             |     | 0            | 0           | 0 USA      | 058        | 0 Brasilien | 084   |
|  | 0             | 0             | 0 Slovakien | 043 | 0            | 0           | 0 Sydkorea | 073        |             |       |
|  | 0             | 0             | 0 Slovakien | 043 | 0            | 0           | 0 Sydkorea | 073        |             |       |
|  |               |               |             |     |              |             |            |            |             |       |
|  |               |               |             |     |              |             |            |            |             |       |

## Boxning
Lätt flugvikt
- Kim Ki-Suk
  - Omgång 1 — Besegrade Soubam Suresh Singh från Indien
  - Omgång 2 — Besegrade La Paene Masara från Indonesien
  - Kvartsfinal — Förlorade mot Brahim Asloum från Frankrike (gick inte vidare)

Flugvikt
- Kim Tai-Kyu
  - Omgång 1 — Förlorade mot Manuel Mantilla Rodriguez från Kuba (gick inte vidare)

Bantamvikt
- Cho Suk-Hwan
  - Omgång 1 — Förlorade mot Alisher Rahimov från Uzbekistan (gick inte vidare)

Fjädervikt
- Park Heung-Min
  - Omgång 1 — Bye
  - Omgång 2 — Förlorade mot Tahar Tamsamani från Marocko (gick inte vidare)

Lätt weltervikt
- Hwang Sung-Bum
  - Omgång 1 — Besegrade Mariusz Cendrowski från Polen
  - Omgång 2 — Förlorade mot Aleksandr Leonov från Ryssland (gick inte vidare)

Weltervikt
- Bae Jin-Suk
  - Omgång 1 — Förlorade mot Bulent Ulusoy från Turkiet (gick inte vidare)

Lätt mellanvikt
- Song In-Joon
  - Omgång 1 — Bye
  - Omgång 2 — Förlorade mot Hekal Mohamed Abdelmawgod från Egypten (gick inte vidare)

Mellanvikt
- Im Jung-Bin
  - Omgång 1 — Besegrade Ramadan Yasser Abdelghafar från Egypten
  - Omgång 2 — Förlorade mot Akin Kakauridze från Turkiet (gick inte vidare)

Lätt tungvikt
- Choi Ki-Soo
  - Omgång 1 — Förlorade mot Gurcharan Singh från Indien (gick inte vidare)

## Bågskytte
| Herrarnas individuella |               |                           |               |               |                           |             |               |                                |              |
|                        | Kim Chung-tae | Kim Chung-tae             | Kim Chung-tae | Oh Kyo-Moon   | Oh Kyo-Moon               | Oh Kyo-Moon | Jang Yong-ho  | Jang Yong-ho                   | Jang Yong-ho |
| 32-delsfinal           | Besegrade     | Yehya Bundhun Mauritus    | 169-141       | Besegrade     | Dominic John Rebelo Kenya | 168-132     | Besegrade     | Kuresa Tupua Amerikanska Samoa | 172-98       |
| Åttondelsfinal         | Besegrade     | Ilario Di Buò Italien     | 162-159       | Besegrade     | Butch Johnson USA         | 166-160     | Besegrade     | Orbay Hasan Turkiet            | 169-160      |
| Sextondelsfinal        | Besegrade     | Michele Frangilli Italien | 169-166       | Besegrade     | Masafumi Makiyama Japan   | 166-160     | Förlorade mot | Baljinima Tsyrempilov Ryssland | 167-164      |
| Kvartsfinal            | Förlorade mot | Magnus Petersson Sverige  | 112-111       | Förlorade mot | Victor Wunderle USA       | 108-105     | -             | -                              | -            |

| Damernas individuella |            |                                  |            |              |                           |              |               |                                |               |
|                       | Mi-Jin Yun | Mi-Jin Yun                       | Mi-Jin Yun | Nam-Soon Kim | Nam-Soon Kim              | Nam-Soon Kim | Soo-Nyung Kim | Soo-Nyung Kim                  | Soo-Nyung Kim |
| 32-delsfinal          | Besegrade  | Erika Reyes Evaristo Mexiko      | 168-157    | Besegrade    | Thi Thi Win Myanmar       | 167-134      | Besegrade     | Margaret Tumusiime Uganda      | 164-124       |
| Sextondelsfinal       | Besegrade  | Anna Karaseva Vitryssland        | 162-152    | Besegrade    | Chia-Ling Wen Kina-Taipei | 162-158      | Besegrade     | Melissa Jennison Australien    | 164-159       |
| Åttondelsfinal        | Besegrade  | Alison Williamson Storbritannien | 173-164    | Besegrade    | Ying He Kina              | 165-162      | Besegrade     | Michelle Tremelling Australien | 168-158       |
| Kvartsfinal           | Besegrade  | Natalia Bolotova Ryssland        | 110-105    | Besegrade    | Sayoko Kawauchi Japan     | 114-110      | Besegrade     | Joanna Nowicka Polen           | 106-100       |
| Semifinal             | Besegrade  | Soo-Nyung Kim Sydkorea           | 107-105    | Besegrade    | Ok Sil Choe Nordkorea     | 114-107      | Förlorade mot | Mi-Jin Yun Sydkorea            | 107-105       |
| Final                 | Besegrade  | Nam-Soon Kim Sydkorea            | 107-106    | Besegrade    | Mi-Jin Yun Sydkorea       | 107-106      | Besegrade     | Ok Sil Choe Nordkorea          | 103-101       |
|                       | Guld       | Guld                             | Guld       | Silver       | Silver                    | Silver       | Brons         | Brons                          | Brons         |

Damernas lagtävling
- Yun, Kim, och Kim — final, guld (4-0)

Herrarnas lagtävling
- Kim, Oh, och Jang — final, guld (4-0)

## Cykling

### Mountainbike
Herrarnas terränglopp
- Dong-Woo Kang
  - Final — Lapped (38:e plats)

### Bana
Herrarnas poänglopp
- Ho-Sung Cho
  - Poäng — 15
  - Varv efter — 1 (4:e plats)

Herrarnas keirin
- In-Young Eum
  - Första omgången — Heat — 2; plats — 3
  - Återkval — Heat — 2; plats — 4 (gick inte vidare)

## Fotboll
Herrar
| Nr          | Namn           | Födelsedatum     | Klubb                   |
| Målvakter   | Målvakter      | Målvakter        | Målvakter               |
| ----------- | -------------- | ---------------- | ----------------------- |
| 1           | Choi Hyun      | 7 november 1978  | Chungang University     |
| 18          | Kim Yong-Dae   | 11 oktober 1979  | Yonsei University       |
| Försvarare  |                |                  |                         |
| 3           | Park Jae-Hong  | 10 november 1978 | Myongji University      |
| 5           | Sim Jae-Won    | 11 mars 1977     | Busan I'Cons            |
| 13          | Park Dong-Hyuk | 18 april 1979    | Korea University        |
| 14          | Kang Chul      | 2 november 1971  | Bucheon SK              |
| 15          | Cho Se-Kwon    | 26 juni 1978     | Korea University        |
| Mittfältare |                |                  |                         |
| 2           | Park Ji-Sung   | 25 februari 1981 | Kyoto Purple Sanga      |
| 4           | Park Jin-Sub   | 11 mars 1977     | Sangmu FC               |
| 6           | Kim Do-Kyun    | 13 januari 1977  | Ulsan Hyundai Horangi   |
| 8           | Ko Jong-Su     | 30 oktober 1978  | Suwon Samsung Bluewings |
| 10          | Lee Chun-Soo   | 9 juli 1981      | Korea University        |
| 12          | Lee Young-Pyo  | 23 april 1977    | Anyang LG Cheetahs      |
| 16          | Kim Sang-Sik   | 17 december 1976 | Seongnam Ilhwa Chunma   |
| 17          | Choi Tae-Uk    | 13 mars 1981     | Anyang LG Cheetahs      |
| 19          | Song Chong-Gug | 20 februari 1979 | Yonsei University       |
| Anfallare   |                |                  |                         |
| 7           | Choi Chul-Woo  | 30 november 1977 | Ulsan Hyundai Horangi   |
| 9           | Kim Do-Hoon    | 21 juli 1970     | Jeonbuk Hyundai Motors  |
| 11          | Lee Dong-Gook  | 29 april 1979    | Pohang Steelers         |

Gruppspel
| Lag      | S | V | O | F | GM | IM | MS | P |
| -------- | - | - | - | - | -- | -- | -- | - |
| Chile    | 3 | 2 | 0 | 1 | 7  | 3  | +4 | 6 |
| Spanien  | 3 | 2 | 0 | 1 | 6  | 3  | +3 | 6 |
| Sydkorea | 3 | 2 | 0 | 1 | 2  | 3  | −1 | 6 |
| Marocko  | 3 | 0 | 0 | 3 | 1  | 7  | −6 | 0 |

## Friidrott
Herrarnas 800 meter
- Kim Soon-Hyung
  - Omgång 1 — 01:48.49 (gick inte vidare)

Herrarnas 400 meter häck
- Lee Du-Yeon
  - Omgång 1 — 52.61 (gick inte vidare)

Herrarnas spjutkastning
- Song Dong-Hyun
  - Kval — 70.48 (gick inte vidare)

Herrarnas längdhopp
- Sung Hee-Jun
  - Kval — NM (gick inte vidare)

Herrarnas höjdhopp
- Lee Jin-Taek
  - Kval — 2.20 (gick inte vidare)

Herrarnas 20 kilometer gång
- Shin Il-Yong
  - Final — 1:26:22 (30:e plats)

Herrarnas maraton
- Lee Bong-Ju
  - Final — 2:17:57 (24:e plats)
- Chung Nam-Kyun
  - Final — 2:22:23 (45:e plats)
- Baek Seung-Do
  - Final — 2:28:25 (65:e plats)

Damernas kulstötning
- Myung-Sun Lee
  - Kval — 17.44 (did not advance)

Damernas spjutkastning
- Young-Sun Lee
  - Kval — 49.84 (did not advance)

Damernas 20 kilometer gång
- Mi-Jung Kim
  - Final — 1:36:09 (25:e plats)

Damernas maraton
- Mi-Ja Oh
  - Final — 2:38:42 (34:e plats)

## Fäktning
Herrarnas florett
- Kim Yeong-Ho

Herrarnas värja
- Lee Sang-Gi
- Lee Sang-Yeop
- Yang Noe-Seong

Herrarnas värja, lag
- Lee Sang-Gi, Lee Sang-Yeop, Yang Noe-Seong

Herrarnas sabel
- Lee Seung-Won

Damernas florett
- Seo Mi-Jeong

Damernas värja
- Go Jeong-Jeon

## Handboll
Herrar
Gruppspel
| Lag         | Pld | W | D | L | GF  | GA  | GD  | Poäng |
| ----------- | --- | - | - | - | --- | --- | --- | ----- |
| Ryssland    | 5   | 4 | 0 | 1 | 129 | 121 | +8  | 8     |
| Tyskland    | 5   | 3 | 1 | 1 | 128 | 113 | +15 | 7     |
| Jugoslavien | 5   | 3 | 0 | 2 | 130 | 127 | +3  | 6     |
| Egypten     | 5   | 3 | 0 | 2 | 122 | 115 | +7  | 6     |
| Sydkorea    | 5   | 1 | 1 | 3 | 128 | 131 | –3  | 3     |
| Kuba        | 5   | 0 | 0 | 5 | 128 | 158 | –30 | 0     |

Damer
Gruppspel
| Lag       | Pld | W | D | L | GF  | GA  | GD  | Poäng |
| --------- | --- | - | - | - | --- | --- | --- | ----- |
| Sydkorea  | 4   | 4 | 0 | 0 | 131 | 100 | +31 | 8     |
| Ungern    | 4   | 2 | 1 | 1 | 119 | 106 | +13 | 5     |
| Frankrike | 4   | 2 | 0 | 2 | 90  | 93  | -3  | 4     |
| Rumänien  | 4   | 1 | 1 | 2 | 99  | 101 | -2  | 3     |
| Angola    | 4   | 0 | 0 | 4 | 98  | 137 | -39 | 0     |

Slutspel
|  | Kvartsfinaler | Kvartsfinaler |          |       | Semifinaler | Semifinaler |  |  | Final | Final |
|  |               |               |          |       |             |             |  |  |       |       |
|  |               |               |          |       |             |             |  |  |       |       |
|  |               |               |          |       |             |             |  |  |       |       |
|  | Sydkorea      | 35            |          |       |             |             |  |  |       |       |
|  | Sydkorea      | 35            |          |       |             |             |  |  |       |       |
|  | Brasilien     | 24            |          |       |             |             |  |  |       |       |
|  | Brasilien     | 24            | Sydkorea | 29    |             |             |  |  |       |       |
|  |               |               | Sydkorea | 29    |             |             |  |  |       |       |
|  |               | Danmark       | 31       |       |             |             |  |  |       |       |
|  | Frankrike     | Danmark       | 31       | 26    |             |             |  |  |       |       |
|  | Frankrike     |               |          | 26    |             |             |  |  |       |       |
|  | Danmark       | 28            |          |       |             |             |  |  |       |       |
|  | Danmark       | 28            | Danmark  | 31    |             |             |  |  |       |       |
|  |               |               | Danmark  | 31    |             |             |  |  |       |       |
|  |               | Ungern        | 27       |       |             |             |  |  |       |       |
|  | Österrike     | Ungern        | 27       | 27    |             |             |  |  |       |       |
|  | Österrike     |               |          | 27    |             |             |  |  |       |       |
|  | Ungern        | 28            |          |       |             |             |  |  |       |       |
|  | Ungern        | 28            | Ungern   | 28    | Bronsmatch  | Bronsmatch  |  |  |       |       |
|  |               |               | Ungern   | 28    | Bronsmatch  | Bronsmatch  |  |  |       |       |
|  |               | Norge         | 23       |       |             |             |  |  |       |       |
|  | Norge         | Norge         | 23       | 28    | Sydkorea    | 21          |  |  |       |       |
|  | Norge         |               |          | 28    | Sydkorea    | 21          |  |  |       |       |
|  | Rumänien      | 16            |          | Norge | 22          |             |  |  |       |       |
|  | Rumänien      | 16            |          |       | 22          |             |  |  |       |       |
|  |               |               |          |       |             |             |  |  |       |       |
|  |               |               |          |       |             |             |  |  |       |       |

## Kanotsport
Sprint
Herrarnas K-1 500 m
- Nam Sung-Ho
  - Kvalheat — 01:45,163 (gick inte vidare)

## Landhockey
Herrar
Coach: Jeon Jae-Hong

1. Kim Yoon (GK)
2. Ji Seung-Hwan
3. Seo Jong-Ho
4. Kim Chel-Hwan
5. Kim Yong-Bae
6. Han Hyung-Bae
7. Kim Kyung-Seok
8. Kim Jung-Chul
9. Song Seung-Tae
10. Kang Keon-Wook (c)
11. Hwang Jong-Hyun
12. Lim Jung-Woo
13. Jeon Jong-Ha
14. Jeon Hong-Kwon
15. Yeo Woon-Kon
16. Lim Jong-Chun (GK)

Gruppspel
| Lag        | Spelade | W | D | L | GF | GA | Poäng |
| ---------- | ------- | - | - | - | -- | -- | ----- |
| Australien | 5       | 3 | 2 | 0 | 12 | 6  | 11    |
| Sydkorea   | 5       | 2 | 2 | 1 | 9  | 7  | 8     |
| Indien     | 5       | 2 | 2 | 1 | 9  | 7  | 8     |
| Argentina  | 5       | 1 | 2 | 2 | 13 | 13 | 5     |
| Polen      | 5       | 1 | 2 | 2 | 12 | 14 | 4     |
| Spanien    | 5       | 0 | 2 | 3 | 7  | 15 | 2     |

Slutspel
|  | Semifinaler          | Semifinaler          |       |                   | Final             | Final |  |
|  |                      |                      |       |                   |                   |       |  |
|  | 28 september 2000    |                      |       |                   |                   |       |  |
|  | Pakistan             | 0                    |       |                   |                   |       |  |
|  | Sydkorea             | 1                    |       |                   |                   |       |  |
|  |                      |                      |       |                   |                   |       |  |
|  |                      |                      |       |                   | 30 september 2000 |       |  |
|  |                      |                      |       |                   | Sydkorea          | 3 (4) |  |
|  |                      | Nederländerna (p.s.) | 3 (5) |                   |                   |       |  |
|  |                      |                      |       |                   |                   |       |  |
|  |                      |                      |       |                   |                   |       |  |
|  |                      |                      |       |                   | Bronsmatch        |       |  |
|  | 28 september 2000    | 28 september 2000    |       | 30 september 2000 | 30 september 2000 |       |  |
|  | Nederländerna (p.s.) | 0 (5)                |       | Pakistan          | 3                 |       |  |
|  | Australien           | 0 (4)                |       |                   | Australien        | 6     |  |

Damer
Coach: Park Shin

1. Park Yong-Sook (GK)
2. Lee Sun-Hwa
3. Kim Eun-Jin
4. Kim Mi-Hyun
5. Shin Mi-Kyung
6. Bang Jin-Hyuk
7. Kim Seong-Eun
8. Kim Soo-Jung
9. Oh Seung-Shin
10. Kim Myung-Ok (c)
11. Lee Eun-Young
12. Jung Hang-Joo (GK)
13. Park Eun-Kyung
14. Cho Bo-Ra
15. Yoo Hee-Joo
16. Oh Ko-Woon

Gruppspel
| Lag            | Spelade | W | D | L | GF | GA | Poäng |
| -------------- | ------- | - | - | - | -- | -- | ----- |
| Australien     | 4       | 3 | 1 | 0 | 9  | 3  | 10    |
| Argentina      | 4       | 2 | 0 | 2 | 5  | 6  | 6     |
| Spanien        | 4       | 1 | 2 | 1 | 2  | 3  | 5     |
| Storbritannien | 4       | 1 | 1 | 2 | 5  | 5  | 4     |
| Sydkorea       | 4       | 0 | 2 | 2 | 4  | 8  | 2     |

## Segling
470
- Dae-Young Kim och Sung-Ahn Jung
  - Lopp 1 – 16
  - Lopp 2 – 16
  - Lopp 3 – 13
  - Lopp 4 – 10
  - Lopp 5 – 16
  - Lopp 6 – 17
  - Lopp 7 – 13
  - Lopp 8 — (30) DNF
  - Lopp 9 — (20)
  - Lopp 10 – 12
  - Lopp 11 – 12
  - Final — 125 (15:e plats)

Mistral
- Soon-Ahn Ju
  - Lopp 1 – 12
  - Lopp 2 – 11
  - Lopp 3 – 6
  - Lopp 4 – 16
  - Lopp 5 — (18)
  - Lopp 6 – 14
  - Lopp 7 – 16
  - Lopp 8 – 14
  - Lopp 9 – 7
  - Lopp 10 — (19)
  - Lopp 11 – 14
  - Final — 110 (13:e plats)

Laser
- Ho-Kon Kim
  - Lopp 1 – 23
  - Lopp 2 – 15
  - Lopp 3 – 26
  - Lopp 4 – 28
  - Lopp 5 — (34)
  - Lopp 6 — (37)
  - Lopp 7 – 28
  - Lopp 8 – 20
  - Lopp 9 – 15
  - Lopp 10 – 7
  - Lopp 11 – 19
  - Final — 181 (26:e plats)

## Simhopp

### Herrar
| Hoppare        | Gren           | Kval   | Kval      | Semifinal        | Semifinal        | Final            | Final            |
| Hoppare        | Gren           | Poäng  | Placering | Poäng            | Placering        | Poäng            | Placering        |
| -------------- | -------------- | ------ | --------- | ---------------- | ---------------- | ---------------- | ---------------- |
| Kwon Kyung-min | Herrarnas 3 m  | 318,45 | 34        | Gick inte vidare | Gick inte vidare | Gick inte vidare | Gick inte vidare |
| Yoo Chang-joon | Herrarnas 10 m | 331,05 | 29        | Gick inte vidare | Gick inte vidare | Gick inte vidare | Gick inte vidare |
| Cho Dae-don    | Herrarnas 10 m | 319,53 | 32        | Gick inte vidare | Gick inte vidare | Gick inte vidare | Gick inte vidare |

### Damer
| Hoppare      | Gren          | Kval   | Kval      | Semifinal        | Semifinal        | Final            | Final            |
| Hoppare      | Gren          | Poäng  | Placering | Poäng            | Placering        | Poäng            | Placering        |
| ------------ | ------------- | ------ | --------- | ---------------- | ---------------- | ---------------- | ---------------- |
| Choi Hye-jin | Damernas 10 m | 187,17 | 39        | Gick inte vidare | Gick inte vidare | Gick inte vidare | Gick inte vidare |

## Tennis
Herrsingel
- Lee Hyung-taik
  - Första omgången — Förlorade mot Juan Carlos Ferrero (Spanien) 7-6, 6-7, 5-7